# Figueira (Cabo Verde)
Figueira es una localidad caboverdiana del municipio de Maio.

## Geografía
La localidad está situada en la isla de Maio.

## Organización territorial
La localidad abarca los lugares y barrios de:
- Figueira Horta
- Figueira Seca